# Distretto di Puducherry
Il distretto di Puducherry chiamato, fino al 2006, Pondicherry è un distretto del territorio di Puducherry, in India, di 735 004 abitanti. Il suo capoluogo è Puducherry.